# دانيال دينيت
دانيال دينيت (بالإنجليزية: Daniel Dennett) (من مواليد 28 مارس 1942 في بوسطن) هو فيلسوف وكاتب وعالم إدراكي أمريكي يهتم بالبحث في فلسفة العقل، وفلسفة العلوم، وفلسفة علم الأحياء، وخصوصاً كيفية ارتباط هذه التخصصات بعلم الأحياء التطوري والعلوم الإدراكية.
تولى دينيت منصب المدير المشارك لمركز الدراسات المعرفية وكرسي الفلسفة «أوستن ب. فليتشر» في جامعة تافاتس. توجهات دينيت هي الإلحاد والعلمانية، وهو عضو في المجلس الاستشاري للائتلاف العلماني من أجل أميركا، وهو أيضاً عضو في لجنة التحقيق المتشكك، بالإضافة إلى كونه مؤيداً صريحاً لحركة برايت. يشار إلى دينيت كواحد من «فرسان الإلحاد الجديد الأربعة»، جنبا إلى جنب مع ريتشارد دوكينز، وسام هاريس، والراحل كريستوفر هيتشنز.
كما أن دينيت أيضاً عضو في هيئة تحرير جريدة روثرفورد. ودينيت متزوج وله ابن وابنة وحفيدان. ومن كتبه «غرفة الكوع» و«العقل وأنا»، و«أنواع العقول». كما يعد دينيت بأحد فرسان الإلحاد الجديد الأربعة مع كل سام هاريس وريتشارد دوكينز وكريستوفر هيتشنز.

## مؤلفاته المترجمة للعربية
- «تطور العقول: الطريق إلى فهم الوعي»  ترجمة: مصطفى فهمي إبراهيم، الناشر: المكتبة الأكاديمية

## النشأة
ولد دينيت يوم 28 مارس 1942 في بوسطن، ماساتشوستس، ابناً لروث مارجوري ودانييل دينيت كليمنت الابن. قضى دينيت جزءًا من طفولته في لبنان، حيث كان والده عميلاً سريًا مضادًا للاستخبارات أثناء الحرب العالمية الثانية مع مكتب الخدمات الإستراتيجية الذي كان يمثل ملحقًا ثقافيًا للسفارة الأمريكية في بيروت. وعندما أصبح في الخامسة من عمره، أعادته أمه إلى ماساتشوستس بعد وفاة والده في حادث تحطم طائرة غير مبرر. شقيقة دينيت هي الصحافية الاستقصائية شارلوت دينيت. يقول دينيت إنه تم تقديمه لأول مرة إلى فكرة الفلسفة عندما كان يحضر معسكراً صيفياً في سن الحادية عشرة، عندما قال له أحد مستشاري المخيم: «أتعرف من أنت يا دانيال؟ أنت فيلسوف».

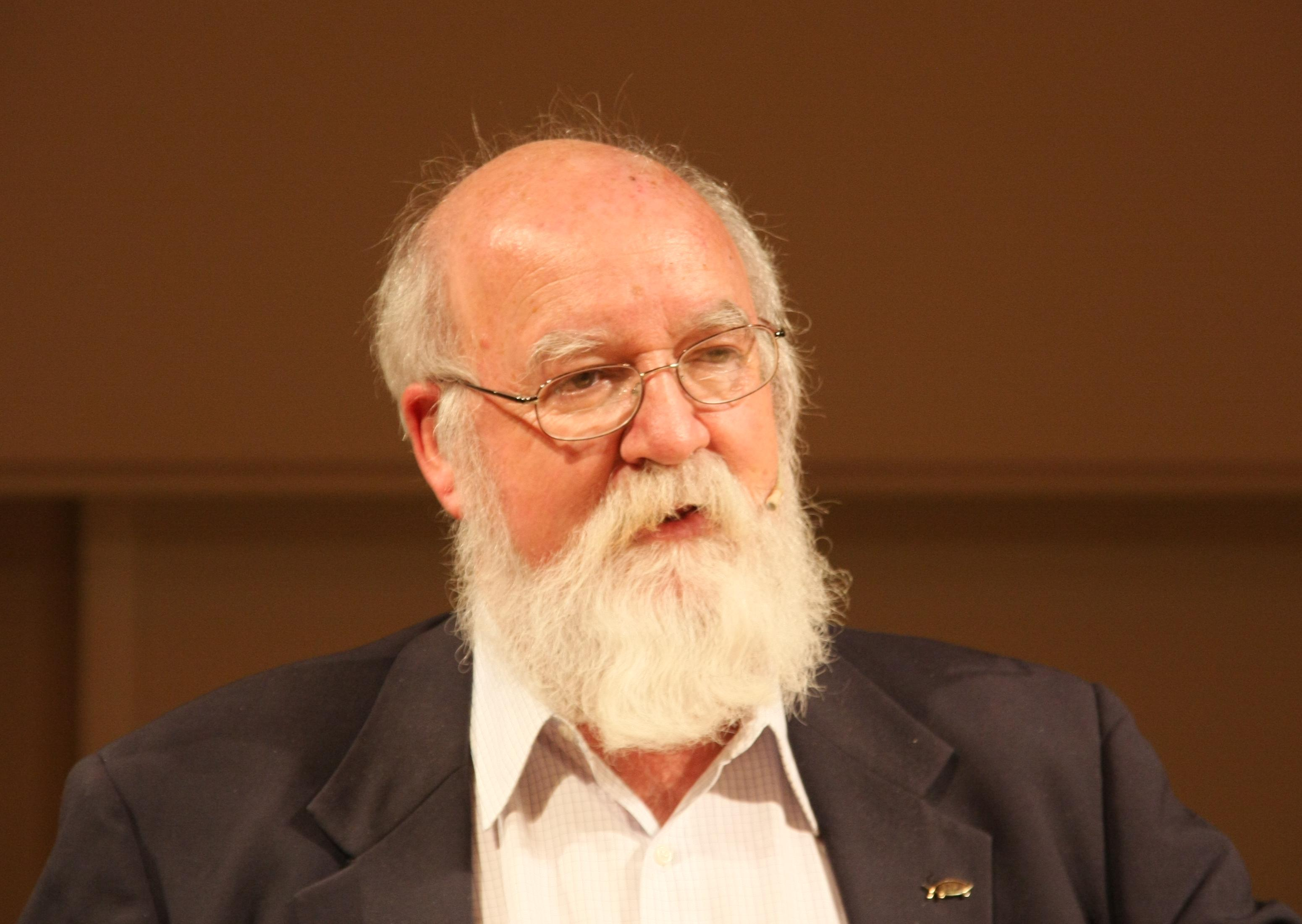
دانيال في عام 2008

تخرج دينيت من أكاديمية فيليبس اكستر في عام 1959، وأمضى عامًا واحدًا في جامعة ويسليان قبل حصوله على شهادة البكالوريوس في الفلسفة في جامعة هارفارد في عام 1963. في جامعة هارفارد كان تلميذاً للفيلسوف ويلارد فان أورمان كواين. وحصل على الدكتوراه في الفلسفة في جامعة أكسفورد في عام 1965، حيث درس تحت جيلبرت رايل وكان عضوًا في كلية هيرتفورد. كانت أطروحته بعنوان «العقل والمخ: وصف استباقي في ضوء الاكتشافات العصبية، النيّة».
يصف دينيت نفسه بأنه شخص علم نفسه بنفسه أو، بشكل أوضح، بأنه استفاد من مئات الساعات من الدروس غير الرسمية في جميع المجالات التي تهمه من بعض العلماء البارزين في العالم.
كما أنه حاصل على زمالة فولبرايت، واثنتين من زمالات غوغنهايم، وزمالة في مركز الدراسات المتقدمة في العلوم السلوكية. وهو زميل في لجنة التساؤل المتشكك، وحائز على جائزة الإنسانية في الأكاديمية الدولية للإنسانية. كما سمّي الإنسان الأكثر إنسانية لعام 2004 من الرابطة الأمريكيّة للإنسانيّة.
وتم تعيينه في المجلس الفخري لمؤسسة حرية الدين للمؤلفين المتميزين في فبراير 2010.
وحصل على جائزة Erasmus في عام 2012، وهي جائزة سنوية تقدم لشخص قدم مساهمة استثنائية للثقافة الأوروبية أو المجتمع أو العلوم الاجتماعية. ووصف سبب فوزه بالجائزة: «لقدرته على ترجمة الأهمية الثقافية للعلوم والتكنولوجيا لجمهور كبير».

## وجهات النظر الفلسفية

### الإرادة الحرة
في حين أن دينيت مؤيد للتوافق مع الإرادة الحرة، فلقد وضع نموذج لكيفية صنع القرار على مرحلتين، مخالفاً فيه وجهات النظر التحررية (الليبرالية).
في حين طور فلاسفة آخرون نماذج من مرحلتين، بما في ذلك ويليام جيمس، وهنري بوانكاريه، وآرثر هولي كومبتون، وهنري مارغيناو، دافع دينيت عن هذا النموذج للأسباب التالية:
- أولاً، إن الاختيار الذكي، والرفض، ووزن الاعتبارات التي تحدث للموضوع هي مسألة ذكية وتصنع فارقاً كبيراً.
- ثانيًا، أعتقد أنه يثبت عدم الحتمية في المكان المناسب للليبراليين، هذا إذا كان هناك مكانًا مناسبًا على الإطلاق.
- ثالثًا، إنه أكثر كفاءة وأكثر عقلانية فكرة أن عملية صنع القرار يجب أن تحدث بهذه الطريقة من وجهة نظر الهندسة البيولوجية.
- رابعاً، أنه يسمح للتعليم الأخلاقي أن يحدث فرقاً، دون إحداث كل الفرق بنفسه.
- خامساً، -وأعتقد أن هذا ربما كان أهم شيء يمكن أن يقال لصالح هذا النموذج- إنه يقدم بعض المعلومات عن حدسنا الهام بأننا صانعوا قراراتنا الأخلاقية بأنفسنا.
- سادساً، يشير النموذج إلى تعدد القرارات التي تحيط قراراتنا الأخلاقية ويقترح أن قرارنا النهائي في كثير من الحالات بشأن طريقة التصرف هو أقل أهمية من الناحية الظاهرية كمساهم في إحساسنا بالإرادة الحرة من القرارات السابقة المؤثرة عملية المداولة في حد ذاتها: القرار على سبيل المثال، عدم النظر إلى أبعد من ذلك، لإنهاء المداولات؛ أو قرار تجاهل بعض خطوط التساؤل.

لقد رفض فلاسفة التحرر البارزون مثل روبرت كين نموذج دينت، وبالتحديد نقطة كون الفرصة العشوائية متورطة بشكل مباشر في القرار، على أساس أنهم يعتقدون أن هذا يزيل دوافع الفرد وأسبابه، وشخصيته وقيمه، ومشاعره ورغباته. ويزعمون أنه إذا كانت الصدفة هي السبب الرئيسي للقرارات، فإن الأفراد لا يتحملون المسؤولية عن الأفعال الناتجة عنهم. حيث يقول كين:

### فلسفة العقل
وضح دينيت في عدة أماكن (مثل «بورتريه ذاتي»، في كتابه أطفال المخ Brainchildren) أن مشروعه الفلسفي العام ظل إلى حد كبير على حاله منذ وقته في أكسفورد. حيث أنه يهتم في المقام الأول بتوفير فلسفة للعقل ترتكز على البحث التجريبي. في رسالته الأصلية «المحتوى والوعي Content and Consciousness»، وضح مشكلة تفسير العقل في الحاجة إلى نظرية للمحتوى ونظرية للوعي. نهجه لهذا المشروع بقي أيضا وفيا لهذا التمييز. ومثلما يتميز المحتوى والوعي بهيكل ثنائي، فقد قسم بنفس الطريقة «العصف الذهني Brainstorms» إلى قسمين. ثم قام لاحقاً بجمع عدة مقالات حول المحتوى في «الموقف المتعمد The Intentional Stance» سم ولف وجهات نظره حول الوعي في نظرية موحدة في «الوعي مشروحاً Consciousness Explained». هذه المجلدات على التوالي تشكل أكبر تطور في وجهات نظره.
يصف دينيت نموذج المسودات المتعددة لنموذج الوعي في الفصل الخامس من كتابه «الوعي مشروحاً Consciousness Explained». وينص على أن "جميع أنواع الإدراك - في الواقع جميع أنواع الفكر أو النشاط العقلي- يتم إنجازها في الدماغ من خلال عمليات متوازية ومتعددة المسارات لتفسير وإعداد المدخلات الحسية. إن المعلومات التي تدخل إلى الجهاز العصبي تخضع لمراجعة تحريرية مستمرة (صفحة 111). ويؤكد في وقت لاحق، " وهذا يقودنا إلى النتيجة المنطقية وهي أنه على مدار الزمن، هناك شيء يشبه تيارًا أو تسلسلًا روائيًا، يمكن اعتباره خاضعًا للتعديل المستمر من خلال العديد من العمليات الموزعة حول الدماغ..." (الصفحة 135، في النص الأصلي).
إن اهتمام دينيت بقدرة التطور على شرح بعض سمات الوعي المنتجة للمحتوى واضح بالفعل في هذا العمل، وأصبح هذا منذ ذلك الحين جزءًا لا يتجزأ من برنامجه. كما أنه يدافع عن نظرية يعرفها البعض باسم الدارونية العصبية Neural Darwinism. كما يقدم حجة ضد الكيفيات المحسوسة Qualia؛ حيث يجادل بأن هذا المفهوم مرتبك بحيث لا يمكن استخدامه لأي استخدام أو فهم بأي طريقة غير متناقضة، وبالتالي لا يشكل دحضًا صحيحًا للبدنية physicalism. تعكس استراتيجيته مقاربة المعلم رايل لإعادة تعريف ظواهر الشخص الأول بشروط الشخص الثالث، وإنكار تماسك المفاهيم التي يصارعها هذا النهج.
يعرف دينيت نفسه بعبارات قليلة: «يلاحظ آخرون أن تفاديّ للمصطلحات الفلسفية القياسية ومناقشة أمور أخرى مشابهة غالباً ما يخلق مشاكل بالنسبة لي؛ أنا أعلم أن الفلاسفة يواجهون صعوبة في فهم ما أقوله وما أنكره. إن رفضي لعب الكرة مع زملائي متعمد بالطبع، لأنني أرى أن المصطلحات الفلسفية القياسية لا قيمة لها إطلاقاً، وهي عقبة رئيسية أمام التقدم، حيث أنها تتكون من العديد من الأخطاء».
ويؤكد في الوعي مشروحاً قائلاً: «أنا نوعا ما أنتمى لل Teleofunctionalism»، ومضى يقول: «أنا مستعد للخروج من هذه القوقعة كنوع من التحقق من ذاتي».[بحاجة لرقم الصفحة]

### مناقشة تطورية
اهتمت الكثير من أعمال دينيت منذ تسعينيات القرن الماضي بتفصيل أفكاره السابقة عن طريق معالجة نفس المواضيع من وجهة نظر تطورية، بداية مما يميز العقول البشرية عن عقول الحيوانات (أنواع العقول)، إلى مدى توافق الإرادة الحرة مع وجهة النظر الطبيعية عن العالم (تطور الحرية).
يرى دينيت التطور عن طريق الانتقاء الطبيعي كعملية حسابية (على الرغم من أنه يوضح أن الخوارزميات بسيطة مثل القسمة المطولة عادة ما تتضمن درجة كبيرة من العشوائية). تتعارض هذه الفكرة مع الفلسفة التطورية لعالم الحفريات ستيفن جاي غولد، الذي فضل التأكيد على «التعددية» للتطور (أي اعتماده على العديد من العوامل الحاسمة، التي يكون الانتقاء الطبيعي فيها واحدًا فقط).
وجهات النظر دينيت عن التطور تعتبر منتمية لمدرسة «التكيفية»، وذلك تماشياً مع نظريته في الموقف المتعمد، والآراء التطورية لعالم الأحياء ريتشارد دوكينز. في فكرة داروين الخطرة عن التطور، أظهر دينيت نفسه أكثر استعدادًا من داوكينز للدفاع عن التكيفية في الكتب، وكرس فصلاً كاملاً لنقد أفكار غولد Gould. ينبع هذا من النقاش العام الذي أجراه جولد منذ فترة طويلة مع ويسلون وغيره من علماء الأحياء التطوريين حول علم الاجتماع الأحيائي البشري وعلم النفس التطوري المتحدر، والذي عارضه جولد وريتشارد ليونتين، ولكن دافع عن دينيت عن الفكرة بشجاعة جنباً لجنب مع دوكينز وستيفين بينكر. لقد تعرض دينيت لهجوم قوي من غولد وأنصاره، الذين يزعمون أن دينيت قد بالغ في مزاعمه، وأساء تمثيل غولد لتعزيز ما يصفه غولد على أنه «الأصولية الداروينية لدينيت Darwinian fundamentalism».
كان لنظريات دينيت تأثير كبير على عمل عالم النفس التطوري جيفري ميلر.

### حساب الدين والأخلاق
كتب دينيت عن فكرة داروين الخطرة قائلاً إن التطور يمكن أن يفسر أصل الأخلاق. ويرفض فكرة المغالطة الطبيعية باعتبارها الأخلاق مصدرها عالم طليق الحرية، ويقول إن المغالطة في الاندفاع من الحقائق إلى القيم.
في كتابه عام 2006 بعنوان «كسر اللعنة: الدين كظاهرة طبيعية Breaking the Spell: Religion as a Natural Phenomenon»، يحاول دينيت تفسير المعتقد الديني من وجهة النظر الداروينية، موضحًا الأسباب التطورية المحتملة لظاهرة الالتزام الديني. في هذا الكتاب يعلن نفسه بأنه «مشرق»، ويدافع عن هذا المصطلح.
لقد كان يجري أبحاثاً عن رجال الدين الذين هم ملحدين سراً وكيف يقومون بمنطقة أفعالهم. وجد ما سماه بمؤامرة«لا تسأل، لا تخبر»، لأن المؤمنين لم يرغبوا في السماع عن فقدان رجال الدين لإيمانهم. وهذا يجعل الوعاظ غير المؤمنين يشعرون بالعزلة لكنهم لا يريدون أن يفقدوا وظائفهم وأحيانًا مساكنهم التي توفرها الكنيسة، ويريحون ضمائرهم بإقناع أنفسهم بأنهم يقومون بعمل جيد في أدوارهم الرعوية من خلال توفير الراحة والطقوس المطلوبة. وتم توسيع البحث مع ليندا لاكولا ليشمل طوائف أخرى ورجال دين غير مسيحيين. تم نشر البحث والقصص التي جمعها دينيت ولاكولا خلال هذا المشروع في كتابهم المؤلف عام 2013، وُجد في المنبر: التخلي عن المعتقد Caught in the Pulpit: Leaving Belief Behind.

### وجهات نظر فلسفية أخرى
كما كتب عن فكرة علم التطور الثقافي (أو علم الميميات) وأيدها كأداة مفيدة فلسفياً، أحدثها في محاضرات «أدمغة، حواسيب، وعقول»، وهو عرض من ثلاثة أجزاء من خلال سلسلة محاضرات Distinguished MBB 2009 في جامعة هارفارد.
كما انتقد دينيت ما بعد الحداثة، قائلاً:

«إن ما بعد الحداثة هي المدرسة الفكرية التي أعلنت أنه لا توجد حقائق، بل مجرد تفسيرات. روجت لنفسها بشكل كبير بسبب العبثية، ولكنها تركت وراءها جيلاً من الأكاديميين في العلوم الإنسانية معطلين بسبب عدم ثقتهم في فكرة الحقيقة وعدم احترامهم للأدلة. وتقبل إجراء نقاشات لا يمكن لأحد أن يعتبر فيها خاطئاً ولا يمكن تأكيد أي شيء أبداً، بل فقط تجمع أي أسلوب تستطيع حشده.»
اعتمد دينيت وأعاد تعريف مصطلح "عمق“، الذي صاغه في الأصل ميريام ويزونباوم (ابنة عالم الكمبيوتر جوزيف ويزنباوم). استخدم دينيت لفظة "عمق" لبيان يبدو عميقًا، ولكنه في الواقع تافه على مستوى ما، ولا معنى له على مستوى آخر. بشكل عام، للعمق معنيين (أو أكثر): واحد صحيح ولكنه تافه، والآخر يبدو عملاً عميقًا وسيصبح مهمًا إذا كان صحيحًا، ولكنه في الواقع زائف أو لا معنى له. من الأمثلة على ذلك "Que sera sera!”، "الجمال هو فقط عمق الجلد!”، "يمكن لقوة النية أن تغير حياتك." وقد تمت الإشارة إلى هذا المصطلح مرات عديدة في أبحاث لاحقة.

### الذكاء الاصطناعي
في الوقت الذي يوافق فيه دينيت على زيادة الكفاءة التي يحصدها البشر باستخدام تكنولوجيا مثل الأنظمة الخبيرة في الطب أو نظام تحديد المواقع العالمي في الملاحة GPS، فإنه يرى خطرًا في الآلات التي تؤدي نسبة متزايدة باستمرار من المهام الأساسية في الإدراك والذاكرة والحساب الخوارزمي، لأن الناس قد تميل إلى تجسيد مثل هذه الأنظمة وتعزو إليهم صلاحيات ذهنية لا يملكونها. وهو يعتقد أن الخطر من الذكاء الاصطناعي هو أن الناس سوف يسيئون فهم طبيعة أنظمة الذكاء الاصطناعي «الطفيلية»، بدلاً من توظيفها بشكل بناء لتحدي وتطوير قدرات المستخدم البشري على الفهم.
كما نلاحظ في كتابه الأخير، من البكتيريا إلى باخ وعودة مرة أخرى From Bacteria to Bach and Back، أن وجهات نظر دينيت تتعارض مع آراء نيك بوستروم Nick Bostrom. فعلى الرغم من اعترافه بأنه «من الممكن من حيث المبدأ» إنشاء نظام ذكاء اصطناعي بفهم وإدراك مثل البشر، يؤكد دينيت أن الصعوبات في أي مشروع فيه نظام فائق الذكاء سيكون من حيث الحجم أكبر من إدراكنا للمخاوف الحالية. ووفقًا لدينيت، فإن احتمالية وجود نظام شديد الذكاء (الذي يتجاوز بشكل كبير الأداء الإدراكي للإنسان في جميع المجالات) يفصلنا عنه فترة لا نقل عن 50 عامًا، وهي ذات أهمية أقل بكثير من المشكلات الأخرى التي يواجهها العالم حالياً.

## الحياة الشخصية
تزوج دينت من سوزان بيل في عام 1962. ويعيشون سوياً في شمال أندوفر بولاية ماساتشوستس ولديهم ابنة وابن وخمسة أحفاد.
دينت هو بحار متعطش للبحر دوماً.

## وصلات خارجية
- دانيال دينيت على موقع IMDb (الإنجليزية)
- دانيال دينيت على موقع الموسوعة البريطانية (الإنجليزية)
- دانيال دينيت على موقع مونزينجر (الألمانية)
- دانيال دينيت على موقع ميوزك برينز (الإنجليزية)
- دانيال دينيت على موقع إن إن دي بي (الإنجليزية)
- دانيال دينيت على موقع قاعدة بيانات الفيلم (الإنجليزية)
- دانيال دينيت على موقع جامعة تافتس